# Pisaura acoreensis
Pisaura acoreensis är en spindelart som beskrevs av Jörg Wunderlich 1992. Pisaura acoreensis ingår i släktet Pisaura och familjen vårdnätsspindlar. Inga underarter finns listade i Catalogue of Life.